# You Lucky People
You Lucky People é um filme de comédia britânico de 1955, dirigido por Maurice Elvey e estrelado por Tommy Trinder, Mary Parker e Dora Bryan. Foi lançado pela CinemaScope.